# Объединённые международные бюро по охране интеллектуальной собственности
Объединенные международные бюро по охране интеллектуальной собственности (БИРПИ) (фр. Bureaux internationaux réunis pour la propriété intellectuelle — BIRPI) — международная организация, предшественница Всемирной организации интеллектуальной собственности (ВОИС).

## Краткая история
Образована в конце 1892 году путём объединения двух «международных бюро»:
- международного бюро Парижского союза по охране промышленной собственности, образованного в 1884 году в соответствии с Парижской конвенцией;
- международного бюро Бернского союза по охране литературных, художественных и научных произведений, образованного в 1887 году в соответствии со ст. 16 первоначального текста Бернской конвенции.

Международное бюро Парижского союза находилось в ведение верховных властей Швейцарской конфедерации. Объединённые бюро были официально утверждены в соответствии с указом Федерального совета Швейцарии. Первым Генеральным секретарем Объединённых бюро был назначен член Национального совета Швейцарии — Анри Морель (Henri Morel).
Первоначально штаб-квартира Объединённых бюро находилась в Берне, но в 1960 году была переведена в Женеву — поближе к ООН и другим расположенным в этом городе международным организациям. С этого момента бюро стали называть по французской аббревиатуре — БИРПИ (BIRPI).
Представительство стран — членов Парижского союза и Бернского союза при Объединённых бюро не предусматривалось, в результате чего сформировалось движение, преследующее своей целью создание такой системы, при которой все страны, входящие в состав этих союзов, были бы представлены на равноправной основе. Эта цель была достигнута в ходе Дипломатической конференции, которая состоялась в Стокгольме в 1967 года, когда была проведена одновременная реформа административных норм Парижской конвенции и Бернской конвенции, вместе с принятием Конвенции, учреждающей ВОИС.
Согласно ст. 24.1(а) Стокгольмской редакции Бернской конвенции (подтверждённой Парижским актом 1971 г.) устанавливалось, что Международное бюро ВОИС выступает преемником БИРПИ, то есть Объединенных международных бюро (Международного бюро Бернского союза, объединенного с Бюро Парижского союза). Международное бюро ВОИС приступило к выполнению своей деятельности в 1970 г., когда вступила в силу Конвенция, учреждающая ВОИС и административные нормы Стокгольмских актов от 14 июля 1967 года, касающиеся Парижской и Бернской конвенций.
Де-юре прежние «Объединенные бюро» считались существующими до тех пор, пока все страны Союза не ратифицируют Конвенцию учреждающую ВОИС. Однако на практике правительство Швейцарии начиная с 1970 года более не осуществляло функций, возложенных на него согласно предыдущим актам. В 1974 году ВОИС стала специализированным учреждением системы ООН.
Последним Генеральным секретарем БИРПИ (1963—1970) и первым — ВОИС (1970—1973), был Георг Боденхаузен.